# Glasgow (Virginia)
Glasgow es una localidad del Condado de Rockbridge, Virginia, Estados Unidos. Según el censo de 2000 tenía una población de 1.046 habitantes y una densidad de población de 267.5 hab/km².

## Demografía
Según el censo de 2000, había 1.046 personas, 450 hogares y 296 familias residiendo en la localidad. La densidad de población era de 267,5 hab./km². Había 494 viviendas con una densidad media de 126,3 viviendas/km². El 80,50% de los habitantes eran blancos, el 16,16% afroamericanos, el 0,48% amerindios, el 0,38% asiáticos y el 2,49% pertenecía a dos o más razas. El 0,57% de la población eran hispanos o latinos de cualquier raza.
Según el censo, de los 450 hogares en el 28,7% había menores de 18 años, el 44,4% pertenecía a parejas casadas, el 14,0% tenía a una mujer como cabeza de familia, y el 34,2% no eran familias. El 30,9% de los hogares estaba compuesto por un único individuo, y el 15,1% pertenecía a alguien mayor de 65 años viviendo solo. El tamaño promedio de los hogares era de 2,32 personas y el de las familias de 2,87.
La población estaba distribuida en un 23,9% de habitantes menores de 18 años, un 7,6% entre 18 y 24 años, un 25,0% de 25 a 44, un 25,3% de 45 a 64, y un 18,2% de 65 años o mayores. La media de edad era 40 años. Por cada 100 mujeres había 92,6 hombres. Por cada 100 mujeres de 18 años o más, había 87,7 hombres.
Los ingresos medios por hogar en la localidad eran de 28.819 dólares ($), y los ingresos medios por familia eran 37.292 $. Los hombres tenían unos ingresos medios de 28.235 $ frente a los 21.422 $ para las mujeres. La renta per cápita para la ciudad era de 14.093 $. El 14,5% de la población y el 8,9% de las familias estaban por debajo del umbral de pobreza. El 21,5% de los menores de 18 años y el 15,1% de los habitantes de 65 años o más vivían por debajo del umbral de pobreza.

## Geografía
Según la Oficina del Censo de los Estados Unidos, la localidad tiene un área total de 3,9 km², todos ellos correspondientes a tierra firme.